# 阿尔尚博九世·德·波旁
阿尔尚博九世·德·波旁（法語：Archambaud IX de Bourbon，？—1249年1月22日），波旁領主，阿尔尚博八世之子，1242年至1249年在位。

## 家庭
阿尔尚博九世的妻子是沙蒂永的約蘭德，兩人共有兩個女兒：
1. 瑪蒂爾德（1234/35年—1262年），尼維爾女伯爵
2. 阿格尼絲（英语：Agnes of Dampierre）（1237年—1288年），路易一世·德·波旁的外祖母